# 平鹿総合病院
平鹿総合病院（ひらかそうごうびょういん）は、秋田県横手市前郷字八ツ口に所在する、秋田県厚生農業協同組合連合会（JA秋田厚生連）が設置する病院である。

## 概要
横手駅や横手バスターミナルから直近の横手市駅前町に旧病院は所在していたが、施設の老朽化と敷地の狭さから新築移転計画を策定し、現在地に新築移転した。建設費は約160億円を見込み、このうち市町村は13%を負担することとなり、横手・平鹿8市町村が要請に応え、総額21億円を拠出した。
新病院は2004年秋に本格着工し、2007年1月竣工、同年4月1日に開院した。旧病院跡地を含む横手駅前北東側の一帯が、横手市による横手駅東口再開発事業の対象区域に指定され、公共施設や商業施設のほか高齢者施設などが立地する「よこてイースト」が整備された。
横手市において、地域中核病院としての役割を担っている。

## 沿革
- 1932年（昭和7年）11月 - 有限責任平鹿医療購買利用組合を設立。
- 1933年（昭和8年）2月 - 平鹿病院開院。診療開始。
- 1943年（昭和18年）12月 - 秋田県農業会に改組。
- 1948年（昭和23年）8月 - 秋田県厚生農業協同組合連合会（JA秋田厚生連）に移管。
- 1955年（昭和30年）3月 - 総合病院の呼称が承認され、平鹿総合病院に改称。
- 1988年3月29日 - 外国人医師修練病院指定[1]。
- 1996年12月25日 - 災害拠点病院（基幹型）指定[1]。
- 1997年5月12日 - エイズ治療拠点病院指定[1]。
- 2003年4月1日 - へき地医療拠点病院指定[1]。
- 2004年4月1日 - 臨床研修指定病院指定[1]。
- 2007年
  - 2月1日 - がん診療連携拠点病院指定[1]。
  - 4月1日 - 現在地に新築移転。この日を開設日とする[1]。救急告示病院指定[1]。地域周産期母子医療センター指定[1]。

## 医療機関の指定等
- 保険医療機関
- 救急指定病院[1]
- 災害拠点病院[1]
- 臨床研修指定病院[1]
- がん診療連携拠点病院[1]
- エイズ治療拠点病院[1]
- へき地中核病院
- 地域周産期母子医療センター[1]
- 地域療育医療拠点施設
- 人間ドック健診施設機能評価認定施設（検診センター）

## その他
- 一般病棟入院基本料 7:1
- 看護方式 固定チームナーシング
- 認定看護師（平成25年11月現在）
  - WOC（皮膚・排泄ケア） 2名
  - 緩和ケア 1名
  - 脳卒中リハビリテーション 1名
  - 感染管理 1名
  - 集中ケア 1名
  - 糖尿病看護 1名

## 併設施設
- 農村医学研究所
- 平鹿訪問看護ステーション
- 平鹿指定居宅介護支援事業所
- 農村健診センター
- 秋田ふるさと農業協同組合（JA秋田ふるさと）平鹿病院出張所（横手支店を母店とする有人拠点）

## 交通アクセス
- JR横手駅より徒歩2分の横手バスターミナルより、羽後交通バスにて「平鹿総合病院前」下車。
  - 横手バスターミナルを発着する路線バスの多くが当病院前に乗り入れる。